# Serie A
Il campionato di Serie A, comunemente noto come Serie A e ufficialmente denominato Serie A Enilive a partire dalla stagione 2024-2025 per motivi di sponsorizzazione, costituisce la massima divisione professionistica del campionato italiano di calcio maschile. Posto sotto il patrocinio della Federazione Italiana Giuoco Calcio, è organizzato dalla Lega Nazionale Professionisti Serie A.
La prima edizione del torneo risale al 1898; la formula a girone unico – tuttora in uso – nacque il 6 ottobre 1929. La squadra più titolata è la Juventus, vincitrice del campionato per 36 volte; l'Inter è invece la squadra più presente nel girone unico, avendone disputata ogni stagione.
Nel 2021, la Serie A si è posizionata al terzo posto della classifica mondiale dei campionati stilata annualmente dall'IFFHS. Al termine della stagione 2023-2024, si trova al secondo posto nel coefficiente UEFA, dietro alla Premier League inglese e davanti alla Primera División spagnola nonché alla Bundesliga tedesca.

## Formula e regolamento
La stagione 1929-30 rappresentò il principale spartiacque nella storia del torneo: fu infatti adottata in maniera pressoché stabile la formula del girone unico, con incontri di andata e ritorno, un ulteriore passo in avanti rispetto ai precedenti tre campionati, che, pur essendo – in virtù della carta di Viareggio – di fatto professionistici e su base nazionale, erano strutturati su due gironi.
Tale regolamento non ha, da allora, subito alcuna mutazione se non per quanto riguarda il numero di squadre: svoltosi principalmente con sedici o diciotto squadre, dal 2004-05 (in conseguenza del caso Catania) il campionato accoglie un lotto di partecipanti esteso a venti squadre. Il sistema di assegnazione del punteggio prevede tre punti per la vittoria (a partire dal 1994-95, mentre in precedenza erano due), un punto a testa in caso di pareggio e nessun punto per la sconfitta. In caso di parità, per la formulazione della classifica finale vengono considerati i seguenti criteri: classifica avulsa (risultati delle gare tra le squadre interessate), differenza reti degli scontri diretti, differenza reti complessiva, maggior numero di gol segnati, sorteggio. Fino al 2005, in caso di pari punti, era prevista la disputa di uno spareggio per determinare la vincitrice dello scudetto (eventualità verificatasi solo nel 1963-64), l'ammissione alle coppe europee e le retrocessioni; dalla stagione 2005-06 questa regola fu abolita, a favore della sola classifica avulsa, fino alla stagione 2021-22. Dal 2022-23 gli spareggi sono stati reintrodotti per l'assegnazione dello scudetto e le retrocessioni, ma non per l'ammissione alle coppe europee.
Al termine delle trentotto giornate, la squadra prima classificata guadagna il titolo di campione d'Italia, vincendo lo scudetto ed è ammessa di diritto alla UEFA Champions League. Anche le squadre giunte dal secondo al quarto posto sono qualificate per la fase campionato della competizione. La quinta classificata e la vincitrice della Coppa Italia si qualificano per la fase campionato della UEFA Europa League. La sesta posizione dà invece accesso al play-off della UEFA Conference League. Retrocedono in Serie B le ultime tre classificate, sostituite dalle squadre promosse dal campionato cadetto.

### Numero di partecipanti
- 1929-1934: 18 squadre
- 1934-1943: 16 squadre
- 1946-1947: 20 squadre
- 1947-1948: 21 squadre
- 1948-1952: 20 squadre
- 1952-1967: 18 squadre
- 1967-1988: 16 squadre
- 1988-2004: 18 squadre
- 2004-presente: 20 squadre

## Trofeo e simboli

Il calciatore Giacinto Facchetti, nella stagione 1966-1967, mostra sulla maglia lo scudetto e la stella

Per tutta la stagione successiva alla vittoria del campionato, la squadra campione d'Italia può sfoggiare sulla propria divisa lo scudetto, ovvero un distintivo simboleggiante l'affermazione nel precedente torneo. Questo richiama i colori della bandiera nazionale e ha la forma, per l'appunto, di un piccolo scudo: la sua introduzione è avvenuta nell'edizione 1924-25, quando venne indossato dal Genoa. Dalla stagione 1960-61, inoltre, il club vincitore viene premiato con la Coppa Campioni d'Italia, il trofeo ufficiale della Serie A.
Nel 1958, da un'idea di Umberto Agnelli, fu deciso di assegnare una speciale stella ai club che avessero raggiunto il traguardo dei dieci successi nella massima serie italiana. Tale simbolo è composto da una stella dorata a cinque punte, cucita sulle divise dei club e solitamente accompagnata allo stemma societario. La Juventus, dopo la conquista del suo decimo scudetto nella stagione 1957-58, fu la prima squadra al mondo a fregiarsi sulla maglia di un distintivo commemorativo – e permanente – per una vittoria sul campo; in Italia, venne seguita nei decenni successivi prima dall'Inter (1966) e poi dal Milan (1979). Nel corso degli anni i bianconeri conquistarono il diritto a fregiarsi dapprima di una seconda, nel 1982, e ulteriormente – fin qui gli unici nel calcio italiano – di una terza stella, nel 2014; mentre i nerazzurri poterono fregiarsi di una seconda stella nel 2024.
Le attuali società assegnatarie delle stelle in Serie A sono le seguenti:
- Juventus (1957-58, 1981-82 e 2013-14)
- Inter (1965-66 e 2023-24)
- Milan (1978-79)

## Storia

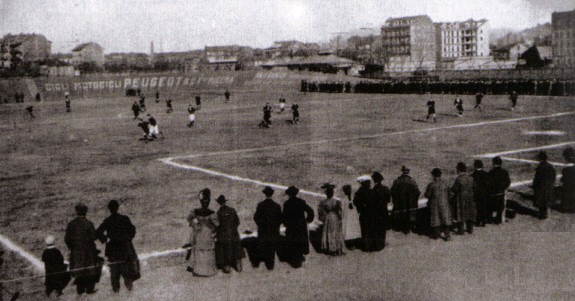
Un'immagine del primo campionato italiano, svoltosi in un'unica giornata a Torino l'8 maggio 1898

Nato nel 1898, i primi due decenni del campionato italiano, ancora caratterizzato da un'organizzazione amatoriale nonché da uno scarso interesse del pubblico, furono segnati dai frequenti successi di Genoa – prima squadra a fregiarsi del titolo di campione d'Italia – e Pro Vercelli, le quali si spartirono gran parte dei titoli. La FIGC ha organizzato sin dalla prima edizione il campionato in piena autonomia, eccezion fatta per la stagione 1921-22: allorché le società non raggiunsero un accordo con l'appena lanciato progetto Pozzo, si arrivò alla disputa di due diversi tornei, uno dei quali organizzato dalla CCI. Già dalla stagione successiva, il compromesso Colombo sanò la frattura e permise di riunificare i tornei.
Sino alla fine degli anni 20 del Novecento, il titolo italiano – che dal 1925, cioè dall'introduzione della patch dello scudetto, per metonimia viene usualmente definito tale – veniva assegnato attraverso gironi plurimi su base territoriale e successive fasi a eliminazione diretta. Dall'edizione del 1929-30 il torneo si svolge invece secondo la formula del girone unico (già fugacemente sperimentata nella stagione 1909-10), prendendo al contempo la denominazione di Serie A, che mantiene sino a oggi. L'entrata negli anni 30 fu uno spartiacque nella storia del calcio tricolore, sia sul piano sportivo sia, soprattutto, sociale: all'inizio di un'epoca segnata dalle affermazioni pressoché costanti delle «tre grandi» – in primis la Juventus, la squadra più titolata d'Italia, seguita nell'albo d'oro dall'Inter, l'unica sempre presente in massima serie, e dal Milan –, si aggiunse infatti un sempre maggiore seguito da parte di tifosi e mass media, facendo definitivamente del calcio lo sport nazionale italiano, soppiantando il ciclismo.
A contrastare non episodicamente il dominio dell'asse milanese-torinese sono state, limitatamente al periodo interbellico e al secondo dopoguerra, il Bologna e l'altra torinese, il Torino. Nei decenni seguenti, oltre a rossoblù e granata, altre realtà come Fiorentina, Lazio, Roma – a suo tempo la prima squadra del Centro-Sud a rompere l'egemonia nordista in campionato, nell'edizione 1941-42 – e Napoli hanno ciclicamente iscritto i propri nomi nell'albo d'oro della massima divisione, senza tuttavia dare continuità alle proprie vittorie; ancor più rari sono stati gli exploit di club tradizionalmente lontani dal calcio di vertice, come Casale e Novese (quest'ultimo, nella controversa stagione del sopracitato «scisma» tra FIGC e CCI) agli inizi del XX secolo, e Cagliari, Verona e Sampdoria nella seconda metà del Novecento.

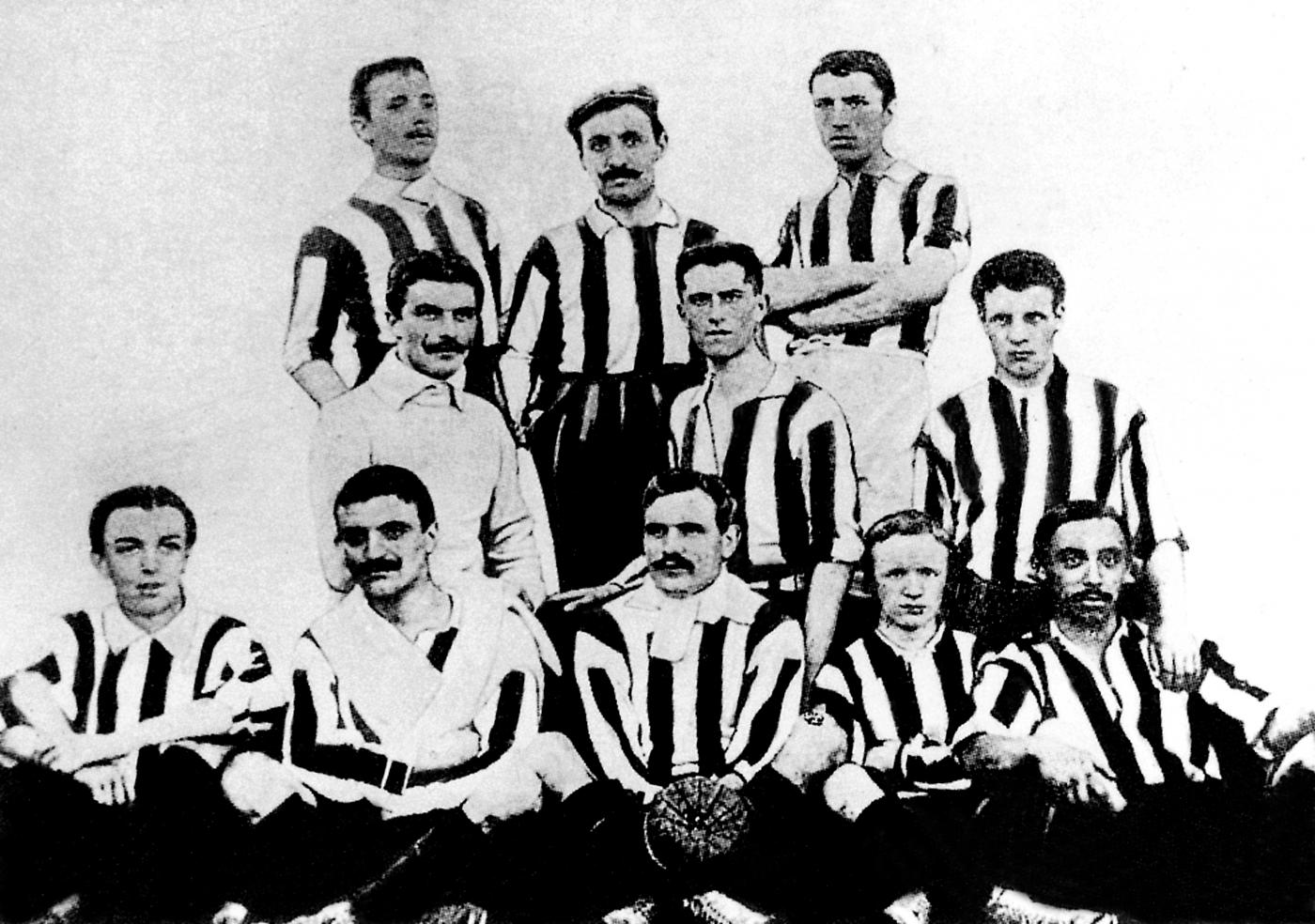
La Juventus è il club più titolato d'Italia, con 36 scudetti dal 1905 (sopra) a oggi

Sul piano della competitività, la scelta della Lega Nazionale Professionisti di bandire l'ingaggio di giocatori e tecnici dai campionati esteri, dopo la disfatta della nazionale al campionato del mondo 1966 in Inghilterra, portò a posteriori al periodo di maggiore appannamento della Serie A; una situazione ulteriormente aggravata, quattordici anni più tardi, dal primo, grande scandalo scommesse. Tale fase negativa si protrasse fino ai primi anni 80, quando il massimo campionato italiano scivolò, nella stagione 1981-82, al dodicesimo posto nel ranking europeo, dietro a tornei generalmente considerati di secondo piano come quelli di Belgio, Unione Sovietica, Germania Est e Cecoslovacchia.
Inversamente, la Serie A toccò il suo apice, in termini di lustro e visibilità, a cavallo degli anni 80 e 90: l'elevato tasso tecnico delle squadre, arricchite peraltro qualitativamente dalla cosiddetta «riapertura delle frontiere» agli stranieri, e la regolarità di buoni risultati nelle coppe europee – che raggiunse il culmine nella stagione 1989-90, con la storica conquista di tutte e tre le maggiori competizioni confederali da parte di club italiani –, portò la massima serie italiana a occupare per varie stagioni il primo posto del ranking continentale; uno status legittimato nella stagione 1997-98, quando la Serie A arrivò a qualificare un record di ben nove squadre alle coppe europee.
Pur perdendo il succitato primato a partire dalla seconda metà degli anni 2000, per via di varie problematiche strutturali legate all'ambito sia tecnico sia extracampo, da allora la Serie A si mantiene tra i maggiori campionati d'Europa assieme a quelli di Germania, Inghilterra e Spagna.

## Le squadre
Sono 68 le squadre ad aver preso parte ai 94 campionati di Serie A a girone unico che sono stati disputati a partire dal 1929-30 fino alla stagione 2025-26 (della quale si riportano in grassetto le squadre partecipanti):
- 94 volte:  Inter
- 93 volte:  Juventus,  Roma
- 92 volte:  Milan
- 88 volte:  Fiorentina
- 83 volte:  Lazio
- 82 volte:  Torino
- 80 volte:  Napoli
- 79 volte:  Bologna
- 66 volte:  Sampdoria[N 10]
- 65 volte:  Atalanta
- 58 volte:  Genoa
- 53 volte:  Udinese
- 45 volte:  Cagliari
- 35 volte:  Verona
- 30 volte:  Bari,  Vicenza
- 29 volte:  Palermo,  Parma
- 26 volte:  Triestina
- 23 volte:  Brescia
- 20 volte:  Lecce
- 19 volte:  SPAL
- 18 volte:  Livorno
- 17 volte:  Catania,  Chievo,  Empoli
- 16 volte:  Ascoli,  Padova
- 15 volte:  Como
- 14 volte:  Venezia
- 13 volte:  Alessandria,  Cesena,  Modena,  Novara,  Perugia
- 12 volte:  Pro Patria,  Sassuolo
- 11 volte:  Foggia
- 10 volte:  Avellino
- 9 volte:  Cremonese,  Reggina,  Siena
- 8 volte:  Lucchese,  Piacenza,  Pisa,  Sampierdarenese
- 7 volte:  Catanzaro,  Mantova,  Pescara,  Varese
- 6 volte:  Pro Vercelli
- 5 volte:  Messina,  Salernitana
- 4 volte:  Casale
- 3 volte:  Crotone,  Frosinone,  Lecco,  Legnano,  Monza,  Reggiana,  Spezia
- 2 volte:  Ancona,  Benevento,  Ternana
- 1 volta:  Carpi,  Pistoiese,  Treviso

## Albo d'oro
Di seguito è riportato l'albo d'oro del campionato italiano di calcio. Dal 1898 a oggi il campionato è stato vinto, almeno una volta, da sedici squadre diverse, ma solo dodici di queste sono diventate "campioni d'Italia" dall'introduzione del girone unico nel 1929-1930.
- 1898:  Genoa (1º)
- 1899:  Genoa (2º)
- 1900:  Genoa (3º)
- 1901:  Milan (1º)
- 1902:  Genoa (4º)
- 1903:  Genoa (5º)
- 1904:  Genoa (6º)
- 1905:  Juventus (1º)
- 1906:  Milan (2º)
- 1907:  Milan (3º)
- 1908:  Pro Vercelli (1º)
- 1909:  Pro Vercelli (2º)
- 1909-1910:  Inter (1º)
- 1910-1911:  Pro Vercelli (3º)
- 1911-1912:  Pro Vercelli (4º)
- 1912-1913:  Pro Vercelli (5º)
- 1913-1914:  Casale (1º)
- 1914-1915:  Genoa (7º)
- Dal 1915 al 1919: Campionato non disputato
- 1919-1920:  Inter (2º)
- 1920-1921:  Pro Vercelli (6º)
- 1921-1922 FIGC:  Novese (1º)
- 1921-1922 CCI:  Pro Vercelli (7º)
- 1922-1923:  Genoa (8º)
- 1923-1924:  Genoa (9º)
- 1924-1925:  Bologna (1º)
- 1925-1926:  Juventus (2º)
- 1926-1927: Titolo revocato (al Torino)
- 1927-1928:  Torino (1º)
- 1928-1929:  Bologna (2º)
- 1929-1930:  Ambrosiana (3º)
- 1930-1931:  Juventus (3º)
- 1931-1932:  Juventus (4º)
- 1932-1933:  Juventus (5º)
- 1933-1934:  Juventus (6º)
- 1934-1935:  Juventus (7º)
- 1935-1936:  Bologna (3º)
- 1936-1937:  Bologna (4º)
- 1937-1938:  Ambrosiana-Inter (4º)
- 1938-1939:  Bologna (5º)
- 1939-1940:  Ambrosiana-Inter (5º)
- 1940-1941:  Bologna (6º)
- 1941-1942:  Roma (1º)
- 1942-1943:  Torino (2º)
- Dal 1943 al 1945: Campionato non disputato
- 1945-1946:  Torino (3º)
- 1946-1947:  Torino (4º)
- 1947-1948:  Torino (5º)
- 1948-1949:  Torino (6º)
- 1949-1950:  Juventus (8º)
- 1950-1951:  Milan (4º)
- 1951-1952:  Juventus (9º)
- 1952-1953:  Inter (6º)
- 1953-1954:  Inter (7º)
- 1954-1955:  Milan (5º)
- 1955-1956:  Fiorentina (1º)
- 1956-1957:  Milan (6º)
- 1957-1958:  Juventus (10º)
- 1958-1959:  Milan (7º)
- 1959-1960:  Juventus (11º)
- 1960-1961:  Juventus (12º)
- 1961-1962:  Milan (8º)
- 1962-1963:  Inter (8º)
- 1963-1964:  Bologna (7º)
- 1964-1965:  Inter (9º)
- 1965-1966:  Inter (10º)
- 1966-1967:  Juventus (13º)
- 1967-1968:  Milan (9º)
- 1968-1969:  Fiorentina (2º)
- 1969-1970:  Cagliari (1º)
- 1970-1971:  Inter (11º)
- 1971-1972:  Juventus (14º)
- 1972-1973:  Juventus (15º)
- 1973-1974:  Lazio (1º)
- 1974-1975:  Juventus (16º)
- 1975-1976:  Torino (7º)
- 1976-1977:  Juventus (17º)
- 1977-1978:  Juventus (18º)
- 1978-1979:  Milan (10º)
- 1979-1980:  Inter (12º)
- 1980-1981:  Juventus (19º)
- 1981-1982:  Juventus (20º)
- 1982-1983:  Roma (2º)
- 1983-1984:  Juventus (21º)
- 1984-1985:  Verona (1º)
- 1985-1986:  Juventus (22º)
- 1986-1987:  Napoli (1º)
- 1987-1988:  Milan (11º)
- 1988-1989:  Inter (13º)
- 1989-1990:  Napoli (2º)
- 1990-1991:  Sampdoria (1º)
- 1991-1992:  Milan (12º)
- 1992-1993:  Milan (13º)
- 1993-1994:  Milan (14º)
- 1994-1995:  Juventus (23º)
- 1995-1996:  Milan (15º)
- 1996-1997:  Juventus (24º)
- 1997-1998:  Juventus (25º)
- 1998-1999:  Milan (16º)
- 1999-2000:  Lazio (2º)
- 2000-2001:  Roma (3º)
- 2001-2002:  Juventus (26º)
- 2002-2003:  Juventus (27º)
- 2003-2004:  Milan (17º)
- 2004-2005: Titolo revocato (alla Juventus)
- 2005-2006:  Inter (14º)
- 2006-2007:  Inter (15º)
- 2007-2008:  Inter (16º)
- 2008-2009:  Inter (17º)
- 2009-2010:  Inter (18º)
- 2010-2011:  Milan (18º)
- 2011-2012:  Juventus (28º)
- 2012-2013:  Juventus (29º)
- 2013-2014:  Juventus (30º)
- 2014-2015:  Juventus (31º)
- 2015-2016:  Juventus (32º)
- 2016-2017:  Juventus (33º)
- 2017-2018:  Juventus (34º)
- 2018-2019:  Juventus (35º)
- 2019-2020:  Juventus (36º)
- 2020-2021:  Inter (19º)
- 2021-2022:  Milan (19º)
- 2022-2023:  Napoli (3º)
- 2023-2024:  Inter (20º)
- 2024-2025:  Napoli (4º)

## Media spettatori
Di seguito un diagramma a barre che mostra la media degli spettatori negli stadi di Serie A dalla stagione 1952-1953 alla 2023-2024. Parte della stagione 2019-2020 e l'intera stagione 2020-2021 sono state svolte a porte chiuse a causa della pandemia di COVID-19.

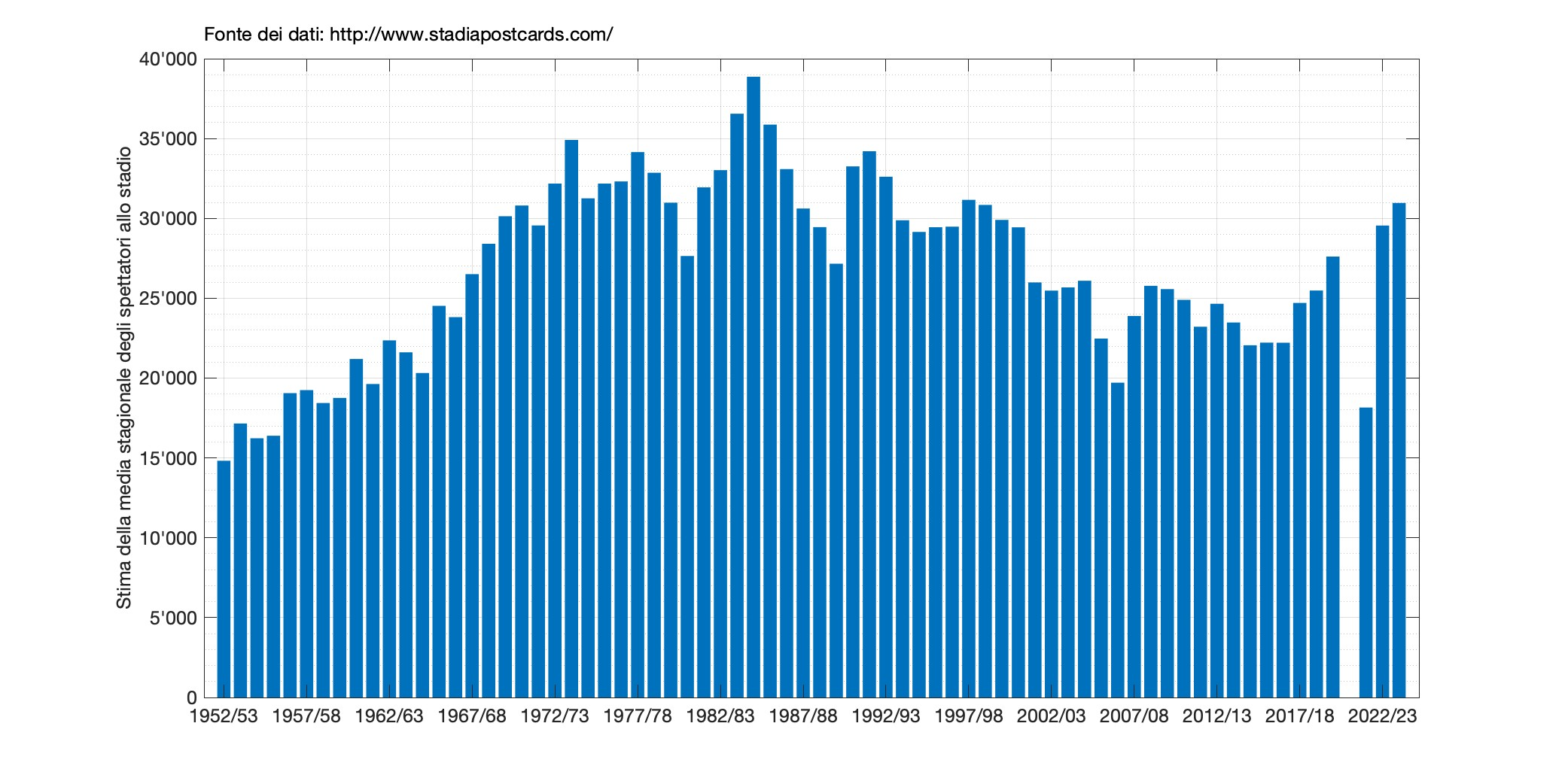
Media per stagione degli spettatori paganti o abbonati presenti allo stadio in occasione delle partite di calcio di Serie A dalla stagione 1952-1953 alla 2023-2024

## Aspetto mediatico

Giovanni Trapattoni lascia il campo ripreso dalle telecamere RAI sul finire degli anni 70

Dalla metà degli anni 1990 l'organizzazione del campionato ha risentito – in maniera talvolta pesante – della concorrenza televisiva. L'influsso dei mass media ha avuto ripercussioni principalmente sul calendario della Serie A, arrivando talora a intaccarne anche gli orari di gioco. Fin dalla nascita del girone unico, era infatti tradizione che le partite si disputassero in contemporanea nel pomeriggio della domenica – con il fischio d'inizio in orario variabile, dalle 14:30 nei mesi più freddi alle 16:30 nei periodi più caldi –; una prassi consolidatasi nel secondo dopoguerra, grazie alla sopraggiunta copertura radiofonica di Tutto il calcio minuto per minuto. Il calendario del torneo era rapportato a quello delle manifestazioni continentali, programmate generalmente al mercoledì prima di venire estese dal martedì al giovedì. La quantità di squadre partecipanti alla massima categoria, inoltre, rendeva più "snello" il programma stagionale consentendo l'avvio del campionato financo in autunno. Venivano inoltre rispettate l'incombenza di festività religiose come il Natale e la Pasqua, nonché la sovrapposizione con gli impegni della nazionale, in coincidenza dei quali il campionato era solito osservare una sosta nel fine settimana precedente o successivo.
Dall'inizio del terzo millennio, il crescente potere delle televisioni ha de facto imposto un nuovo format alla Serie A: la partenza è fissata stabilmente nel mese di agosto, mentre sono numerosi i turni infrasettimanali. Per quanto riguarda gli orari, sono divenuti una consuetudine gli anticipi al venerdì e sabato, nonché i posticipi del lunedì: di conseguenza viene ridotto il numero di gare in programma la domenica pomeriggio. A causa del calendario affollato e non lineare, risulta peraltro difficile individuare date libere per il recupero di partite eventualmente sospese o rinviate.

## Loghi
Dall'edizione 1998-1999 a quella 2023-2024, la Serie A ha assunto ininterrottamente, e per la prima volta nella sua storia, una denominazione commerciale, quella di Serie A TIM. A partire dall'edizione 2024-2025 il campionato assume la denominazione commerciale di Serie A Enilive.

Logo della Lega Nazionale Professionisti adottato dalla Serie A dal 1996 al 2010
Composit logo della Serie A TIM usato nella stagione 2008-2009
Composit logo della Serie A TIM usato dal 2010 al 2016
Composit logo della Serie A TIM usato dal 2016 al 2018
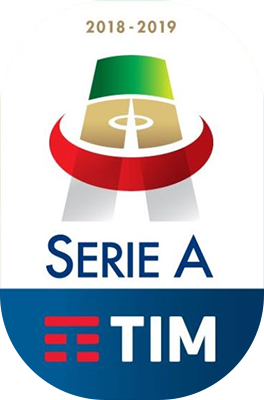
Composit logo della Serie A TIM usato nell'edizione 2018-2019
Composit logo della Serie A TIM usato dal 2019 al 2021
Composit logo della Serie A TIM usato nell'edizione 2021-2022
Composit logo della Serie A TIM usato dal 2022 al 2024
Composit logo della Serie A Enilive usato nell'edizione 2024-2025
Composit logo della Serie A Enilive in uso dall'edizione 2025-2026

## Pallone ufficiale
- 2007–2008: Nike T90 Aerow II
- 2008–2009: Nike T90 Omni
- 2009–2010: Nike T90 Ascente
- 2010–2011: Nike T90 Tracer
- 2011–2012: Nike Seitiro
- 2012–2013: Nike Maxim
- 2013–2014: Nike Incyte
- 2014–2015: Nike Ordem II
- 2015–2016: Nike Ordem III
- 2016–2017: Nike Ordem IV
- 2017–2018: Nike Ordem V
- 2018–2019: Nike Merlin
- 2019–2020: Nike Merlin II
- 2020–2022: Nike Flight
- 2022–: Puma Orbita[55]